# Holocaust (band)
Holocaust is een in 1977 door John Mortimer opgericht Britse metalband. Het is een van de acht bands die wereldwijd naar de naam luisteren. John Mortimer is in 2006 het enige bandlid dat nog steeds actief is. Begin jaren 80 kwamen de twee singles (1980) uit, genaamd Heavy Metal Mania en Smokin' Valves. Een jaar later volgde het legendarisch "The Nightcomers"-album (1981), voor vele bands een grote bron van inspiratie. Nummers zijn gecoverd door Metallica, Gamma Ray, Six Feet Under en nog vele anderen die een ode brachten aan deze 'Heavy Metal-goden'.
De volgende plaat die er kwam was een live-album, Live (Hot Curry and Wine) (1983) genoemd.
Hierna ging het snel achteruit met de status van de band. Albums als No Man's Land (1984), Hypnosis of Birds (1992) en Spirits Fly (1996) zorgen ervoor dat de ooit zo veelbelovende band in de vergetelheid raakte. Daarop volgde het conceptalbum Covenant (1998), gebaseerd op The Chronicles Of Thomas Covenant The Unbeliever, geschreven door Stephen R. Donaldson.
Daarna komt er The Courage To Be (2000), en in 2001 een demo Friday The 13th. De drie nummers op die demo verschijnen twee jaar later op Primal. Hetzelfde jaar verschijnt er nog een Best Of cd, luisterend naar de naam Smokin' Valves: The Anthology.